# Bohuslav Nosák
Bohuslav Timotej Ignác Nosák, také Bohuš Nosák – Nezabudov (3. února 1818 Tisovec – 5. dubna 1877 Sabinov) byl evangelický kněz, notář, romantický básník, překladatel, publicista, redaktor, autor historických próz a cestopisů. Je známý pod pseudonymem Bohuš Nezabudov, další pseudonymy, které používal, jsou: Podhájsky (1818-1877), Gemerský, Slavjan (1818-1877), Slavian iz Ugarske (1818-1877), Šajavský, Boguslav (1818-1877).
Narodil se do učitelské rodiny Andreje Nosáka a jeho manželky Marie rodilé Kováčové. Do školy chodil v Čierné Lehotě. Studoval na gymnáziu v Dobšiné, na lyceu v Levoči, teologii v Bratislavě, kněžské zkoušky skládal u P. Jozefiho. Byl považován za nejlepšího redaktora novin hned po Ľ. Štúrovi.
Patřil v Levoči mezi nejhorlivější členy a funkcionáře tamního studentského Ústavu československého, založeného roku 1837 profesorem Michalem Hlaváčkem. Už jako student levočského lycea byl přispěvatelem Kuzmányho Hronky a pražských Květů a Včely. Jeho básnické příspěvky najdeme v almanachu levočských studentů – v Jitřence (1840).
Během svých studií na evangelickém lyceu v Bratislavě od roku 1838 byl jedním z nejhorlivějších stoupenců Ľudovíta Štúra. Jako člen cestovatelského spolku byl vyslán počátkem čtyřicátých let 19. stol. na Zakarpatskou Ukrajinu, o které uveřejnil mimo jiné v Orle tatranském (1845 - 1846) reportáž Listy z neznámé země. Roku 1842 se zúčastnil vydání prvního ročníku Hurbanovy Nitry.
Jistý čas pobyl jako evangelický. kaplan v Liptovském Mikuláši a poté v Pešti. Odtud psal roku 1844 Stankovi Vrazovi do Záhřebu a jednal s ním o svém odchodu k jižním Slovanům, což se však nakonec neuskutečnilo. V letech 1848 až 1849 se zúčastnil slovenského povstání a byl sekretářem tehdejší Slovenské národní rady.
Nosák byl velmi vzdělaným člověkem. Ovládal několik řečí. Jeho bohatá překladatelská činnost po revoluci v letech 1848–1849 svědčí, že v redakci byl Štúrovi platným pomocníkem. Psal básně, pověsti, literární kritiky a překládal ze zahraničních literatur. Přispíval do Nitry, Orla tatranského, Slovenských národních novin, Přítele lidu.